# Draeculacephala tucumanensis
Draeculacephala tucumanensis är en insektsart som beskrevs av Dietrich 1994. Draeculacephala tucumanensis ingår i släktet Draeculacephala och familjen dvärgstritar. Inga underarter finns listade i Catalogue of Life.